# Hermann Busenbaum
Hermann Busenbaum (eller Busembaum), född 19 september 1600 i Nottuln, död 31 januari 1668 i Münster, var en tysk romersk-katolsk teolog.
Busenbaum var rektor i Hildesheim och Münster. Hans huvudarbete, Medulla Theologiæ moralis (1645 eller 1650, flera senare upplagor, kommenterad utgåva av Alfonso Maria de Liguori 1748) är en handbok i jesuiternas morallära och har som sådan ofta blivit angripen. Den fördömdes bland annat av parlamentet i Toulouse 1757, enligt dess försvarare på grund av missförstånd.